# Huangpu Jiang
Der Huangpu Jiang, auch: „Huangpu-Fluss“ (chinesisch 黃浦江 / 黄浦江, Pinyin Huángpǔ Jiāng – „Fluss am gelben Ufer, Strom am gelben Küstenstrand“) ist ein 97 km langer Fluss, der durch die chinesische Stadt Shanghai fließt und am Unterlauf, kurz vor dem Meer, in den Jangtsekiang mündet.
Am westlichen Ufer zur linken Seite des Huangpu (浦西,  Pǔxī – „westlich des Huangpu-Flusses, Huangpu-West“) liegt die Uferpromenade The Bund, deren Namen anglo-indische Wurzeln zu Grunde liegen. Zur rechten Seite am östlichen Ufer erstreckt sich die Sonderwirtschaftszone Pudong (浦东,  Pǔdōng – „östlich des Huangpu-Flusses, Huangpu-Ost“).